# Тавільжанка (річка)
Тавільжанка — річка у Дворічанському районі Харківської області, ліва притока Оскілу (басейн Сіверського Донця).

## Опис
Довжина річки 17 км, похил річки — 3,8 м/км. Формується з декількох безіменних струмків та 1 водойми. Площа басейну 61,5 км².

## Розташування
Тавільжанка бере початок у селі Тавільжанка. Тече на північний захід через село Дворічне і впадає у річку Оскіл, ліву притокі Сіверського Дінця.